# Kunsthøjskolen på Ærø
Kunsthøjskolen på Ærø er en højskole for samtidskunst, der blev grundlagt i 1985 under navnet Vester Møllegaard Højskole, der er beliggende ved Vester Mølle, ca. 4 kilometer sydøst for Søby på Ærø. Kunsthøjskolen har plads til 37 elever. Der er maleatelier, skulptur- og medieværksted, bibliotek og foredragssal. Kunsthøjskolens hovedbygning er en fredet stråtækt møllegård fra 1779, Vester Møllegaard, nord for den gamle mølle Vester Mølle. Skolen skiftede navn til det nuværende i 2009.
Der afholdes lange kurser på 29 og 27 uger. Sommerkurser på 2 uger og et uges kurser. Alle underviserne er yngre udstillende billedkunstnere, der typisk står for forløb af en til to ugers varighed. Enten i maleri, skulptur eller i tidsbaserede medier.
Skolens grundholdning er, at et engagement i kunsten er med til at udfolde og kvalificere den enkelte kursists ansvarlighed, almene dannelse og kritiske sans overfor tidens bevægelser
Skolen har en lille "forretning" med de mest nødvendige materialer som for eksempel lærred, maling og blændrammer, men eleverne kan også tage deres eget materiale med.
Skolens forstander har siden 2007 været Susan Hinnum.